# Salix antiatlantica
Salix antiatlantica är en videväxtart som beskrevs av René Charles Maire och Wilczek. Salix antiatlantica ingår i släktet viden, och familjen videväxter. Inga underarter finns listade i Catalogue of Life.